# Arthur Mermod
Arthur Mermod, né le 15 août 1852 à Sainte-Croix et mort le 15 janvier 1915, est un enseignant, médecin et oto-rhino-laryngologue vaudois.

## Biographie
Arthur Mermod fait, dans son village d'origine, ses études primaires et secondaires, qu'il termine à Lausanne. Après un apprentissage avorté de pharmacien à Vevey, il apprend l'anatomie et la physiologie à Erlangen. Arthur Mermod se rend ensuite à Iéna, puis à Strasbourg, où il obtient le titre de docteur en médecine en 1877 grâce à une thèse consacrée à l'influence de la dépression barométrique sur le corps humain. 
Arthur Mermod s'inscrit à la Faculté de médecine de Berne, puis de Genève, où il obtient son diplôme professionnel en 1878, et où il travaille trois ans comme interne dans plusieurs services de l'Hôpital cantonal. Arthur Mermod se fixe finalement à Yverdon-les-Bains, où il est attaché à l'établissement thermal. En 1883, il consacre à celui-ci une étude historique et scientifique dans une brochure intitulée "Les Bains d'Yverdon". 
Artiste passionné de musique, Arthur Mermod se spécialise toujours plus dans les affections du larynx et de l'appareil auditif. En 1902, à la mort du professeur Secrétan, la faculté de médecine de Lausanne lui offre la chaire vacante d'oto-rhino-laryngologie, qu'il occupera jusqu'à son décès. Arthur Mermod dirige le service d'oto-rhino-laryngologie de l'Hôpital cantonal ainsi que la clinique otologique et laryngologique de 1902 à 1914. 
Auteur de plusieurs publications, Arthur Mermod meurt le 15 janvier 1915 d'une pneumonie infectieuse dans son chalet des Rasses sur Sainte-Croix.

## Sources
- « Arthur Mermod », sur la base de données des personnalités vaudoises sur la plateforme « Patrinum » de la Bibliothèque cantonale et universitaire de Lausanne.
- G. Terrier Un pionnier de l'oto-rhino-laryngologie : le professeur Arthur Mermod, in: Revue médicale de la Suisse romande, 1988, no 12, p. 1075-1083, (2B 2558/1988/108/12, illustration, p. 1077)
- Dictionnaire des professeurs de l'Université de Lausanne, p. 841 (illustration) photographie Fr. de Jongh, Lausanne Patrie suisse, 1915, no 558, p. 25-26